# Чемпіонат Європи з карате 2018
Чемпіонат Європи з карате 2018 року — 53-й чемпіонат Європи з карате. Проходив у Новому Саді (Сербія) з 10 по 13 травня 2018 року.

## Учасники
Змагалися 532 спортсмени з 52 країн. 
| - Албанія (4) - Андорра (1) - Вірменія (7) - Австрія (13) - Азербайджан (15) - Білорусь (12) - Бельгія (12) - Боснія і Герцеговина (15) - Болгарія (11) - Хорватія (16) - Кіпр (4) - Чехія (9) - Данія (12) | - Англія (14) - Естонія (6) - Фінляндія (12) - Франція (16) - Північна Македонія (13) - Грузія (6) - Німеччина (14) - Греція (15) - Угорщина (14) - Ісландія (1) - Ірландія (10) - Ізраїль (13) - Італія (15) | - Латвія (12) - Ліхтенштейн (1) - Литва (9) - Люксембург (2) - Косово (13) - Мальта (1) - Молдова (3) - Чорногорія (15) - Нідерланди (14) - Північна Ірландія (1) - Норвегія (7) - Польща (15) - Португалія (12) | - Румунія (16) - Росія (16) - Сан-Марино (1) - Сербія (16) - Шотландія (5) - Словаччина (14) - Словенія (11) - Іспанія (16) - Швеція (8) - Швейцарія (10) - Туреччина (16) - Україна (14) - Уельс (4) |

## Медалісти

### Чоловіки
| Дисципліна         | Золото                                                                                                   | Срібло | Бронза |
| ------------------ | --- | --- | --- |
| індувідуальне ката | Даміан Квінтеро Іспанія                                                                                  | Алі Софуоглу Туреччина                                                                                      | Роман Гейдаров Азербайджан                                                                                              |
| індувідуальне ката | Даміан Квінтеро Іспанія                                                                                  | Алі Софуоглу Туреччина                                                                                      | Маттіа Бусато Італія |
| командне ката      | Іспанія Хосе Карбонель Серхіо Галан Франциско Салазар                                                    | Росія Максим Ксенофонтов Мехман Рзаєв Еміль Сковородніков                                                   | Італія Джанлука Галло Алессандро Іодіке Джузеппе Панагіа                                                                |
| командне ката      | Іспанія Хосе Карбонель Серхіо Галан Франциско Салазар                                                    | Росія Максим Ксенофонтов Мехман Рзаєв Еміль Сковородніков                                                   | Туреччина Дуран Кутлуган Емре Вефа Гьокташ Алі Софуоглу                                                                 |
| куміте −60 кг      | Еміль Павлов Північна Македонія                                                                          | Анжело Кресценцо Італія                                                                                     | Євген Плахутін Росія |
| куміте −60 кг      | Еміль Павлов Північна Македонія                                                                          | Анжело Кресценцо Італія                                                                                     | Калвіс Калніньш Латвія                                                                                                  |
| куміте −67 кг      | Бурак Уйгур Туреччина                                                                                    | Стефан Йоксич Сербія                                                                                        | Стефан Покорний Австрія                                                                                                 |
| куміте −67 кг      | Бурак Уйгур Туреччина                                                                                    | Стефан Йоксич Сербія                                                                                        | Івес Мартіаль Тадішші Угорщина                                                                                          |
| куміте −75 кг      | Рафаель Агаєв Азербайджан                                                                                | Габор Гарспатакі Угорщина                                                                                   | Станіслав Горуна Україна                                                                                                |
| куміте −75 кг      | Рафаель Агаєв Азербайджан                                                                                | Габор Гарспатакі Угорщина                                                                                   | Луїджі Буса Італія |
| куміте −84 кг      | Мікеле Мартіна Італія                                                                                    | Іван весич Хорватія                                                                                         | Еліу Ернандез Португалія                                                                                                |
| куміте −84 кг      | Мікеле Мартіна Італія                                                                                    | Іван весич Хорватія                                                                                         | Угур Акташ Туреччина |
| куміте +84 кг      | Іван Клепич Боснія і Герцеговина                                                                         | Шахін Атамов Азербайджан                                                                                    | Тюрон-Дарнелл Ларді Нідерланди                                                                                          |
| куміте +84 кг      | Іван Клепич Боснія і Герцеговина                                                                         | Шахін Атамов Азербайджан                                                                                    | Гогіта Арканія Грузія                                                                                                   |
| командне куміте    | Туреччина Рідван Каптан Ерман Елтемур Угур Акташ Бурак Уйгур Алпаслан Яманоглу Омер Кемалоглу Самед Гьок | Іспанія Пабло Аренас Самі Еннхаїлі Родріго Ібаньєс Рауль Куерва Бабакар Сек Хагоба Вісуете Алехандро Моліна | Україна Різван Талібов Костянтин Цимбал Станіслав Горуна Андрій Торошанко Ігор Угнич Валерій Чоботар Олександр Гревцов  |
| командне куміте    | Туреччина Рідван Каптан Ерман Елтемур Угур Акташ Бурак Уйгур Алпаслан Яманоглу Омер Кемалоглу Самед Гьок | Іспанія Пабло Аренас Самі Еннхаїлі Родріго Ібаньєс Рауль Куерва Бабакар Сек Хагоба Вісуете Алехандро Моліна | Сербія Деян Цвркота Нтерос Анастасіос Слободан Бітевич Нікола Йованович Стефан Йоксич Урош Миялкович Владимир Брежанчич |

### Жінки
| Дисципліна         | Золото                                                                   | Срібло                                                          | Бронза                                                                  |
| ------------------ | ------------------------------------------------------------------------ | --------------------------------------------------------------- | ----------------------------------------------------------------------- |
| індивідуальне ката | Сандра Санчес Іспанія                                                    | Вівана Боттаро Італія                                           | Ділара Елтемур Туреччина                                                |
| індивідуальне ката | Сандра Санчес Іспанія                                                    | Вівана Боттаро Італія                                           | Дорота Балкіарова Словаччина                                            |
| командне ката      | Італія Сара Батталья Мікела Пеццетті Терріана Д'Онофріо                  | Іспанія Марта Гарсія Лідія Родрігес Ракель Рой                  | Франція Марі Буї Ліла Буї Джессіка Гуг'єс                               |
| командне ката      | Італія Сара Батталья Мікела Пеццетті Терріана Д'Онофріо                  | Іспанія Марта Гарсія Лідія Родрігес Ракель Рой                  | Туреччина Ділара Елтемур Рабія Кюсмюш Гізем Софуоглу                    |
| куміте −50 кг      | Серап Йозчелік Арапоглу Туреччина                                        | Беттіна Планк Австрія                                           | Нурана Алієва Азербайджан                                               |
| куміте −50 кг      | Серап Йозчелік Арапоглу Туреччина                                        | Беттіна Планк Австрія                                           | Александра Реккіа Франція                                               |
| куміте −55 кг      | Анжеліка Терлюга Україна                                                 | Алессандра Гасані Хорватія                                      | Сара Кардін Італія                                                      |
| куміте −55 кг      | Анжеліка Терлюга Україна                                                 | Алессандра Гасані Хорватія                                      | Туба Якан Туреччина                                                     |
| куміте −61 кг      | Люсі Ігнас Франція                                                       | Аніта Серьогіна Україна                                         | Мерве Чобан Туреччина                                                   |
| куміте −61 кг      | Люсі Ігнас Франція                                                       | Аніта Серьогіна Україна                                         | Тяша Ристич Словенія                                                    |
| куміте −68 кг      | Елена Квірічі Швейцарія                                                  | Ірина Зарецька Азербайджан                                      | Сільвія Семераро Італія                                                 |
| куміте −68 кг      | Елена Квірічі Швейцарія                                                  | Ірина Зарецька Азербайджан                                      | Івона Чавар Боснія і Герцеговина                                        |
| куміте +68 кг      | Анна-Лаура Флорентін Франція                                             | Елені Хатціліаду Греція                                         | Лаура Паласіо Іспанія                                                   |
| куміте +68 кг      | Анна-Лаура Флорентін Франція                                             | Елені Хатціліаду Греція                                         | Ана-Марія Буяс Челан Хорватія                                           |
| командне куміте    | Швейцарія Ноемі Корнфельд Ніна Рад'єнович Рамона Брюдерлін Елена Квірікі | Італія Кліо Ферракуті Лаура Паскуа Сара Кардін Сільвія Семераро | Франція Леа Авазері Гвендолін Філіпп Нансі Гарсія Софія Будербан        |
| командне куміте    | Швейцарія Ноемі Корнфельд Ніна Рад'єнович Рамона Брюдерлін Елена Квірікі | Італія Кліо Ферракуті Лаура Паскуа Сара Кардін Сільвія Семераро | Хорватія Алессандра Гасані Ана-Марія Буяс Челан Ана Ленард Марина Барак |

## Медальний залік
*   Країна-господарка ( Сербія)
| Місце               | Країна                     | Золото | Срібло | Бронза | Загалом |
| ------------------- | -------------------------- | ------ | ------ | ------ | ------- |
| 1                   | Іспанія (ESP)              | 3      | 2      | 1      | 6       |
| 2                   | Туреччина (TUR)            | 3      | 1      | 6      | 10      |
| 3                   | Італія (ITA)               | 2      | 3      | 5      | 10      |
| 4                   | Франція (FRA)              | 2      | 0      | 3      | 5       |
| 5                   | Швейцарія (SUI)            | 2      | 0      | 0      | 2       |
| 6                   | Азербайджан (AZE)          | 1      | 2      | 2      | 5       |
| 7                   | Україна (UKR)              | 1      | 1      | 2      | 4       |
| 8                   | Боснія і Герцеговина (BIH) | 1      | 0      | 1      | 2       |
| 9                   | Північна Македонія (MKD)   | 1      | 0      | 0      | 1       |
| 10                  | Хорватія (CRO)             | 0      | 2      | 2      | 4       |
| 11                  | Австрія (AUT)              | 0      | 1      | 1      | 2       |
| 11                  | Росія (RUS)                | 0      | 1      | 1      | 2       |
| 11                  | Сербія (SRB)*              | 0      | 1      | 1      | 2       |
| 11                  | Угорщина (HUN)             | 0      | 1      | 1      | 2       |
| 15                  | Греція (GRE)               | 0      | 1      | 0      | 1       |
| 16                  | Грузія (GEO)               | 0      | 0      | 1      | 1       |
| 16                  | Латвія (LAT)               | 0      | 0      | 1      | 1       |
| 16                  | Нідерланди (NED)           | 0      | 0      | 1      | 1       |
| 16                  | Португалія (POR)           | 0      | 0      | 1      | 1       |
| 16                  | Словаччина (SVK)           | 0      | 0      | 1      | 1       |
| 16                  | Словенія (SLO)             | 0      | 0      | 1      | 1       |
| Загалом (21 збірна) | Загалом (21 збірна)        | 16     | 16     | 32     | 64      |